# Antiestrogen
Antiestrogene (auch Estrogen-Blocker) sind Arzneistoffe, die die Wirkung des weiblichen Sexualhormons Östrogen hemmen. 

## Eigenschaften
Antiestrogene finden vor allem in der Therapie von Brustkrebs Verwendung. Einige Tumoren bilden eine Resistenz gegen einzelne Antiestrogene aus. Man unterscheidet zwischen drei verschiedenen antiestrogenen Stoffklassen: 
- Reine Antiestrogene wie Fulvestrant (Faslodex u. a.) wirken kompetitiv als Estrogenrezeptor-Antagonist.[3]
- Selektive Estrogenrezeptormodulatoren wie Tamoxifen (Nolvadex u. a.) arbeiten auf die gleiche Weise, verfügen aber über eine partialagonistische Wirkkomponente.
- Aromatasehemmer wie Anastrozol (Arimidex u. a.) und Letrozol (Femara u. a.) reduzieren die im Körper zirkulierenden Estrogene einen Stoffwechselschritt zuvor, indem sie die Umwandlung von Androgenen in Estrogene durch das Enzym Aromatase verhindern.

Analog zu Antiestrogenen sind Antiandrogene definiert.